# Stegania albicaria
Stegania albicaria är en fjärilsart som beskrevs av Charles Théophile Bruand d’Uzelle 1846. Stegania albicaria ingår i släktet Stegania och familjen mätare. Inga underarter finns listade i Catalogue of Life.